# Voldum Kirke
Voldum Kirke er en kirke i Voldum Sogn i Favrskov Kommune, tidligere Hadsten Kommune. Kirken er beliggende 15 kilometer sydøst for Randers.
"Den anselige Kirke bestaar af Skib og Kor ud i eet (indv. Længde omtr. 53, Bredde 13 Al.), Taarn mod V. og Vaabenhus mod S. Kirken er hovedsagelig opf. 1606 af Peder Brahe og Hustru samt Svigersøn Otte Marsvin — efter at den gamle Kirke var revnet en Søndag under Gudstjenesten og derpaa falden ned om Natten — i Renæssancestil af store, røde Mursten med Fyld i Murene fra den gamle, af Fraadsten opf. Kirke. Vaabenhuset, af røde Mursten med Kamgavl og Blindinger, og den vestl. Del af Skibet, som er det hvælv. Underrum af et Taarn, der ligesom Vaabenhuset har været senere Tilbygning, ere dog Rester af den gamle Kirke." (Se Trap - Kongeriget Danmark, 3. adgave, 4. bind, s. 908)

## Eksterne kilder og henvisninger
- Kirkens beskrivelse i Trap – Kongeriget Danmark, 3. udgave 4. bind, s. 908 hos Projekt Runeberg
- Voldum Kirke hos KortTilKirken.dk

- Wikimedia Commons har flere filer relateret til Voldum Kirke